# Paraphloeus scorteccii
Paraphloeus scorteccii är en skalbaggsart som beskrevs av Stefan von Breuning 1968. Paraphloeus scorteccii ingår i släktet Paraphloeus och familjen långhorningar. Inga underarter finns listade i Catalogue of Life.